# 쌉니다 천리마마트 (드라마)
《쌉니다 천리마마트》는 tvN에서 2019년 9월 20일부터 2019년 12월 6일까지 방영된 tvN 금요 드라마이며 작가 김규삼의 동명 웹툰이 원작이다.

## 줄거리
대마그룹에서 좌천된 임원 정복동이 경기도 봉황시의 적자 투성이 대형 상점 천리마 마트에 사장으로 오면서 벌어지는 이야기.

## 등장 인물

### 주요 인물
- 김병철 : 정복동 역 - 49세. 천리마 마트 사장
- 이동휘 : 문석구 역 - 29세. 천리마 마트 점장

### 천리마 마트
- 정혜성 : 조미란 역 - 28세. 천리마마트 대리
- 정민성 : 최일남 역 - 52세. 신입직원. 주변에서 흔히 볼 수 있는 동네 아저씨
- 강홍석 : 오인배 역 - 32세. 신입직원. 과거를 청산하고 싶은 건달 가장
- 김호영 : 조민달 역 - 31세. 신입직원. 무당쓰 메인 보컬이라는 무리수에도 가수의 꿈을 포기하지 않는 가장
- 최광제 : 빠야족 족장 피엘레꾸 역 - 신입직원. 빠야섬에서 온 10명의 부족장
- 엄태윤 : 찌에 역 - 9세. 빠야족의 아이. 피엘레꾸의 아들
- 한세라 : 한세라 역 - 계산대 직원
- 임유나 : 윤혜주 역 - 계산대 직원
- 김규리 : 고미주 역 - 10세. 신입직원. 독서코너 마스코트, 권모술수의 달인 소녀 가장!
- 윤희석 : 고영일 역 - 고미주의 아버지. 오랫동안 사법시험을 준비했지만 번번이 낙방하고 일자리를 찾아다니다 교통사고로 사망

### 대마그룹
- 이순재 : 김대마 역 - 79세. 대마그룹 회장
- 박호산 : 권영구 역 - 50세. 대마그룹 전무이사. 정복동 사장과 대립관계
- 이규현 : 김갑 역 (아역 : 최로운) - 32세. 김대마의 손자. 대마그룹 부사장
- 배재원 : 박일웅 역 - 33세. 대마그룹 과장. 권영구의 충신

### 그 외 인물
- 연우 : 권지나 역 - 20대 초중반. 권영구의 딸
- 조승희 : 조민달의 아내 역
- 조민영 : 조민달의 아들 역
- 이서이 : 미주의 어머니 역
- 강헌일 : 무당스 공연 관객 역
- 한태진
- 구동훈
- 유선호
- 이재원
- 이동영
- 길상우
- 장용원
- 함태균
- 기은유
- 김소영 (목소리 출연)
- 전은미
- 박야성
- 유순철
- 옥주리
- 안정호
- 김기천 : 알바 노인 역

### 특별출연
- 우현 : 김치아 역 - 봉황시를 지역구로 삼고있는 애정당 소속 국회의원
- 김연자 : 김연자 역 - 김치아를 홍보하는 가수
- 김규삼 : 김규삼 역 - DM그룹 이사. 할인맨을 잡으려는 마트 고객
- 이응경 : 김수영 역 - 석구의 어머니. 남편과 사별 후 아들 석구를 홀로 키움
- 김재화 : 정복동의 아내 역
- 유진우 : 정상태 역 - 정복동의 아들
- 김자영
- 이선규 : 무당스 기타리스트 역
- 아연 : 무당스 드러머 역
- 럭키 : 알 사하드 살라딘 역 - 아랍 아라비아 국영기업의 간부
- 정영주 : 진상 고객 역
- 최대성 : 수라묵 묵사장 서용민 역
- 정인겸 : 권선권 역 - 히드라마트 사장
- 전세용 : 히드라 마트 점장 역
- 박기량 : 방송 나레이션 역
- 장은풍 : 오철수 역 - 정복동의 고등학교 동창
- 박슬기 : 섹션 TV 연예통신 리포터 역
- 이세영 : 배틀 서바이벌 MC 역
- 박두식 : 조폭 두목 역

## 시청률
최저 시청률과 최고 시청률은 시청률 조사회사와 지역별로 시청률에 차이가 있을 수 있습니다.
| 2019년      | 2019년      | 2019년         | 2019년       |
| 회차        | 방송일      | AGB 시청률     | AGB 시청률   |
| 회차        | 방송일      | 대한민국(전국) | 서울(수도권) |
| ----------- | ----------- | -------------- | ------------ |
| 제1회       | 9월 20일    | 3.207%         | 3.808%       |
| 제2회       | 9월 27일    | 3.378%         | 4.001%       |
| 제3회       | 10월 4일    | 3.299%         | 4.020%       |
| 제4회       | 10월 11일   | 2.806%         | 3.080%       |
| 제5회       | 10월 18일   | 2.941%         | 3.670%       |
| 제6회       | 10월 25일   | 2.951%         | 3.560%       |
| 제7회       | 11월 1일    | 2.481%         | 3.284%       |
| 제8회       | 11월 8일    | 2.940%         | 3.539%       |
| 제9회       | 11월 15일   | 2.355%         | 2.669%       |
| 제10회      | 11월 22일   | 2.125%         | 2.645%       |
| 제11회      | 11월 29일   | 2.203%         | 2.857%       |
| 제12회      | 12월 6일    | 2.208%         | 2.765%       |
| 평균 시청률 | 평균 시청률 | 2.741%         | 3.325%       |

## 같이 보기
- 대한민국의 텔레비전 드라마 목록 (ㅅ)
- 2019년 대한민국의 텔레비전 드라마 목록